# Amboina moluccana
Amboina moluccana är en insektsart som beskrevs av George Willis Kirkaldy 1913. Amboina moluccana ingår i släktet Amboina och familjen Dictyopharidae. Inga underarter finns listade i Catalogue of Life.